# Réka Sárosi
Réka Sárosi (* 18. September 1989) ist eine ungarische Badmintonspielerin. 

## Karriere
Réka Sárosi wurde 2012 erstmals nationale Meisterin in Ungarn. Weitere Titelgewinne folgten 2013, 2014 und 2015. 2013 und 2014 startete sie bei den Badminton-Europameisterschaften. 

## Sportliche Erfolge
| Saison | Veranstaltung                | Disziplin | Platz | Partner          |
| ------ | ---------------------------- | --------- | ----- | ---------------- |
| 2002   | Hungarian Nationals U13 2002 | WD        | 1     | Patrícia Auer    |
| 2003   | Hungarian Nationals U15 2003 | WD        | 1     | Patrícia Auer    |
| 2003   | Hungarian Nationals U13 2003 | WS        | 1     |                  |
| 2006   | Hungarian Nationals U17 2006 | XD        | 1     | Dávid Sárosi     |
| 2006   | Hungarian Nationals U17 2006 | WD        | 1     | Laura Sárosi     |
| 2007   | Hungarian Nationals U19 2007 | XD        | 1     | Dávid Sárosi     |
| 2012   | Hungarian Nationals 2012     | WD        | 1     | Laura Sárosi     |
| 2013   | Hungarian Nationals 2013     | WD        | 1     | Laura Sárosi     |
| 2014   | Hungarian Nationals 2014     | WD        | 1     | Laura Sárosi     |
| 2015   | Hungarian Nationals 2015     | WD        | 1     | Laura Sárosi     |
| 2019   | Austrian Nationals 2019      | WD        | 1     | Bianca Schiester |